# Scharrachbergheim-Irmstett
Scharrachbergheim-Irmstett é uma comuna francesa na região administrativa de Grande Leste, no departamento Baixo Reno. Estende-se por uma área de 3,22 km². Em 2010 a comuna tinha 1 283 habitantes (densidade: 398,4 hab./km²).